# باو (جرندة)
بلدية باو (بالإسبانية: Pau) هي بلدية تقع في مقاطعة جرندة التابعة لمنطقة كتالونيا شمال شرق إسبانيا.

## الديموغرافيا
بلغ عدد سكان بلدية باو 589 نسمة عام 2011 (وفقاً للمعهد الوطني الإسباني للإحصاء).
| 393 | 420 | 462 | 473 | 468 | 478 | 589 |